# Maja Peter
Maja Peter (* 1969 in Zürich) ist eine Schweizer Autorin.

## Leben
Maja Peter absolvierte zunächst eine Ausbildung als Tänzerin am Opernhaus Zürich. Anschliessend wurde sie Journalistin und arbeitete unter anderem bei der Weltwoche, der SonntagsZeitung und bei der Kulturzeitschrift Du. Ab 2000 studierte sie an der Zürcher Hochschule der Künste. Nach dem Studium arbeitete Peter als Dramaturgin am Theater am Neumarkt Zürich. Danach war sie in der freien Theaterszene tätig und arbeitete gleichzeitig als freie Journalistin und PR-Texterin. Seit 2006 arbeitet Peter als Autorin, Kommunikationsfachfrau und Dozentin. 2010 erhielt sie den Studer/Ganz-Preis für das beste Prosadebüt. In ihrer Laudadio lobte die Literatin Kristin T. Schnider das Manuskript Workout  für seine Schnappschüsse und Momentaufnahmen. Teile davon flossen in ihren erster Roman Eine Andere ein.

## Auszeichnungen
- 2010: Studer/Ganz-Preis, für Eine Andere
- 2012: Spezialpreis der Stadt Bern, für Eine Andere
- 2012: Werkbeitrag des Kantons Zürich, für Eine Andere

## Werke (Auswahl)
- Eine Andere. Limmat Verlag, Zürich 2011, ISBN 978-3-85791-639-7.
- Nochmal tanzen. Limmat Verlag, Zürich 2013, ISBN 978-3-85791-695-3.
- «Wo sich Gott verbirgt». Predigt zu Genesis 1,1–3,24. In: Line Dépraz, Simon Butticaz, Niklaus Peter, Gottfried Wilhelm Locher (Hrsg.): Ausgesprochen reformiert. Theologischer Verlag Zürich, Zürich 2014, ISBN 978-3-290-17775-1.
- Seelenfrieden. Rowohlt Polaris, Reinbek 2017, ISBN 978-3-499-63213-6.
- Wenn du nicht wärst. Nagel & Kimche Verlag, Zürich 2024, ISBN 978-3-312-01348-7.